# Tricerma octogonum
Tricerma octogonum là một loài thực vật có hoa trong họ Dây gối. Loài này được (L'Hér.) Lundell miêu tả khoa học đầu tiên năm 1971.